# Distretto di Sidi Amar
Il distretto di Sidi Amar è un distretto della provincia di Tipasa, in Algeria.

## Comuni
Il distretto comprende 3 comuni:
- Sidi Amar
- Nador
- Menaceur